# 김성경 (축구 선수)
김성경(한국 한자: 金成經, 1976년 5월 15일 ~ )은 대한민국의 전 축구 선수이며, 포지션은 공격수였다.